# Parque Nacional Kiskunság
O Parque Nacional Kiskunság (em  húngaro, Parque Kiskunsági Nemzeti) é um parque nacional localizado principalmente no município de Bács-Kiskun, na Hungria. Foi criado em 1975 e declarado reserva da biosfera pela UNESCO. O parque cobre uma área de 570 km² e atravessa a região da Pequena Cumânia (Kiskunság) na Grande Planície Húngara.

## Características
Não é um território singular, mas compreende sete unidades dispersas espalhadas por toda a área. Uma delas é a puszta de Kiskunság, onde os eventos são realizados anualmente comemorando o antigo caminho da vida pastoral e os costumes da criação de gado. Outro é o Lago Kolon, perto da cidade de Izsák. É famosa por suas tartarugas pantanosas, garças, extensões de juncos intactos e nove espécies de orquídeas que crescem nas imediações. Um fenômeno natural interessante são as dunas de areia de Fülöpháza. Dizem que eles se movem sob condições de vento favoráveis.

## Geografia
Os lagos alcalinos de Pequena Cumânia estão perto de Fülöpszállás e Szabadszállás. Sua flora e fauna únicas são de valor especial. Avocetas, gansos e palhetas com asas negras aninham na área. Os lagos fornecem um lar temporário para as dezenas de milhares de aves migratórias. É um paraíso para os ornitólogos.Lago Szelid, perto de Kalocsa, Lago Vadkert por Soltvadkert, Lago Kunfehér e Lago Sós em Kiskunhalas são lugares ideais para banhar-se e acampar.
Existem muitas trilhas turísticas dentro do parque nacional. O principal centro de visitantes está localizado em Kecskemét e tem o nome de Casa da Natureza.